# Acheuleano
L'acheuleano è una cultura  caratterizzata da manufatti litici a forma di mandorla e lavorati su due lati in modo simmetrico ("bifacciali" o "amigdale"), associati all'Homo erectus, e specie derivate, come l'Homo heidelbergensis.

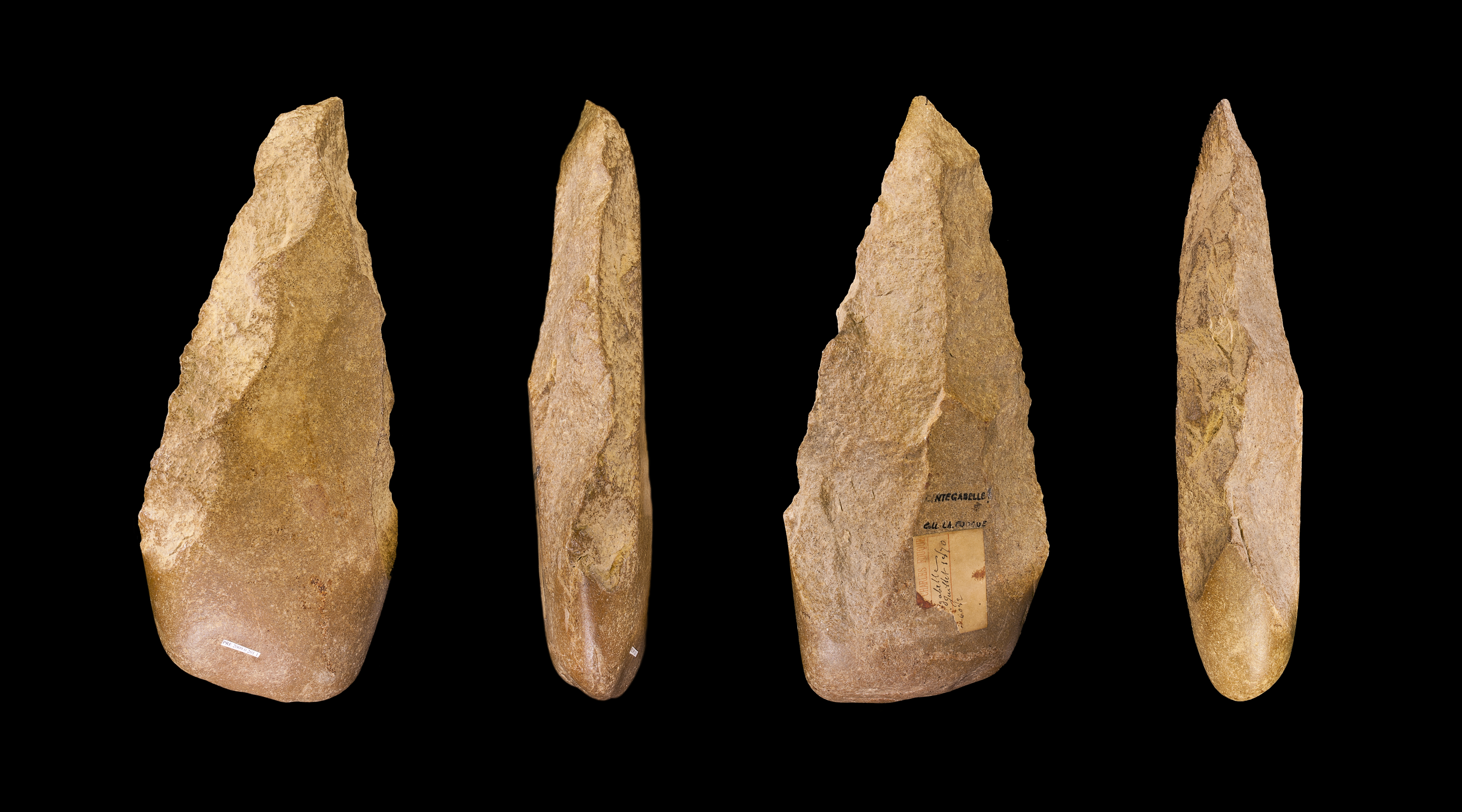
Utensile bifacciale acheuleano

## Storia della ricerca
Il termine "acheuleano" deriva il suo nome dal quartiere Saint-Acheul di Amiens, in Francia, dove è stato descritto per la prima volta da Gabriel de Mortillet nel 1872 e dove peraltro si trova l'attuale parco archeologico.
L'antiquario e archeologo dilettante inglese John Frere è generalmente considerato il primo a intuire una datazione così antica per le asce acheuleane. Nel 1797 inviò, da Hoxne nel Suffolk, due esemplari di asce alla Royal Academy di Londra trovate in depositi lacustri preistorici, insieme alle ossa di animali estinti, osservando che erano stati realizzati da persone "che non avevano l'uso dei metalli" e che appartenevano a "un periodo molto antico davvero, anche oltre il mondo attuale".
Successivamente, l'archeologo francese Jacques Boucher de Crèvecœur de Perthes, tra il 1836 e il 1846 raccolse ulteriori esempi di asce e ossa di animali fossilizzate dalle terrazze fluviali di ghiaia della Somme vicino ad Abbeville, nel nord della Francia, ipotizzandone una notevole antichità. Anche in questo caso le teorie furono respinte dagli altri ricercatori, finché uno dei principali oppositori, l'antiquario Marcel Jérôme Rigollot, iniziò a trovare altri strumenti simili vicino a Saint Acheul. A questo punto gli strumenti littici furono studiati dal geologo inglese Joseph Prestwich, che ne confermò l'antichità. 

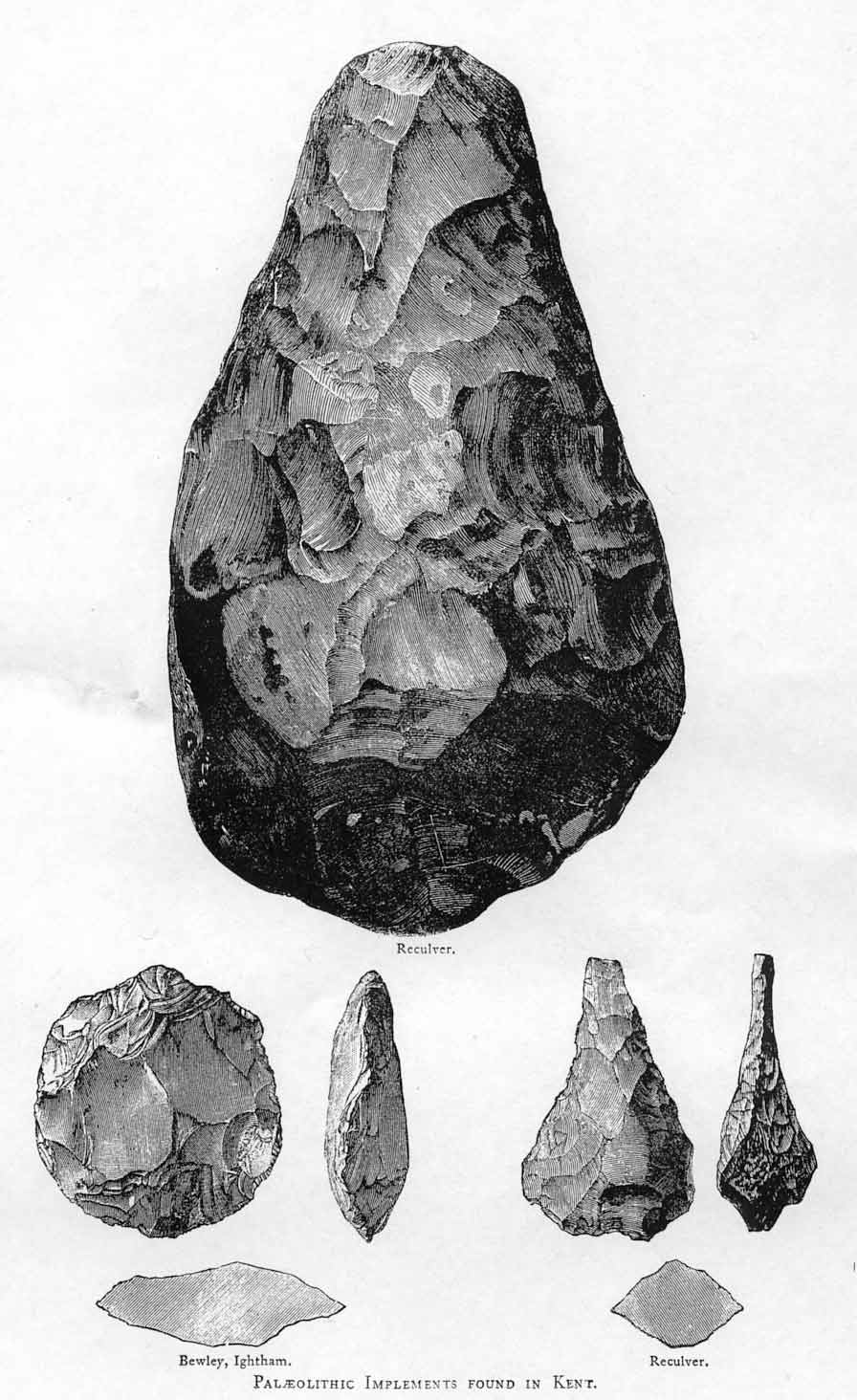
Bifacciale del tipo handaxes proveniente dal Kent in Inghilterra

Nel 1872, l'archeologo francese Gabriel de Mortillet descrisse i caratteristici strumenti littici come appartenenti a L'Epoque de St Acheul, ma la facies culturale fu ribattezzata Acheulean solo nel 1925.
La storia della ricerca cronologica, che ha avuto inizio in Europa, ne ha inevitabilmente influenzato le definizioni, per cui non è raro, ancora oggi, trovare i termini di "acheuleano antico" o "arcaico", che tende a sostituire i termini di Abbevilliano, dal sito di Abbeville, e di Chelleano, dal sito di Chelles, entrambi in Francia, e di "acheuleano evoluto" (detta anche "superiore").

## Datazione
Le tecniche di datazione, basate sull'assunto che la tecnologia progredisce nel tempo, suggeriscono che gli strumenti acheuleani furono successive a metodi meno evoluti per la fabbricazione di utensili, ma esiste una notevole sovrapposizione cronologica tra le prime industrie preistoriche di lavorazione della pietra, con evidenze che in alcune regioni gruppi umani che utilizzavano strumenti propri dell'acheuleano, erano contemporanei ad altre gruppi che utilizzavano industrie meno sofisticate come il Clactoniano, Si è giunti alla stessa datazione per il sito archeologico di Attirampakkam in India, utilizzando la magnetostratigrafia o più sofisticate come il Mousteriano. È quindi importante non considerare l’Acheuleano come un periodo ben definito o come parte di una precisa sequenza temporale, ma come una tecnica di fabbricazione di utensili che fiorì particolarmente bene nella prima preistoria. Inoltre, l'enorme diffusione geografica delle tecniche acheuleane rende il compito ancora più complesso, per rappresentare e comprendere le numerose variazioni regionali.
Generalmente la datazione, spesso ottenuta attraverso una o più tecniche geologiche, come la datazione radiometrica, la datazione al potassio-argon o la magnetostratigrafia, e che risente degli studi sui nuovi ritrovamenti, come anche dall'affinamento delle tecniche di datazione, o da nuovi collegamenti interdiscplinari, pone l'età più antica dell'acheuleano a un periodo compreso tra 1,9 e 1,8 milioni di anni dal presente, per arrivare fino a circa 200 000 anni fa, con differenze regionali per entrambi i limiti di datazione.
Gli strumenti littici ritrovati nell'area di Konso in Etiopia negli anni '90 sono stati datati a circa 1,5 milioni di anni fa, sulla base della datazione radiometrica fatta sulle ceneri sedimentate nel terreno dove questi sono stati ritrovati. Si è giunti alla stessa datazione per il sito archeologico di Attirampakkam in India, utilizzando la magnetostratigrafia.
Nel 2003 i ritrovamenti acheuleani nella Contea di Turkana in Kenya sono stati datati attraverso il metodo della magnetostratigrafia a circa 1,76 milioni di anni fa. Nel 2023 sono stati ri-esaminati reperti provenienti dal sito archeologico di Melka Kunture in Etiopia, compresa la mandibola di bambino scoperta nel 1981; le nuove indagini hanno dimostrato che il bambino apparteneva alla specie Homo erectus, e che il materiale acheuliano associato alla mandibola, risaliva a 1,95 milioni di anni fa, estendo così i limiti della datazione per questa facies culturale.
In Europa la datazione più antica di un sito acheuleano, è quella di Barranc de la Boella in Spagna, per i quali la datazione è di circa 1 milione di anni fa, mentre in Italia è quella fatta per il sito di Notarchirico in Basilicata, la cui industria litica risale a circa 700 000 anni fa.
I limiti finali dell'Acheuleano suddivisi a livello regionale, mostrano che persistette molto tempo dopo la diffusione delle tecnologie del Paleolitico medio in più regioni continentali e terminò a oltre 100 000 anni di distanza: in Africa e nel Vicino Oriente intorno a 166 000 anni fa, in Europa 130 000 anni fa, e in Asia 53 000 anni fa.

## Industria litica

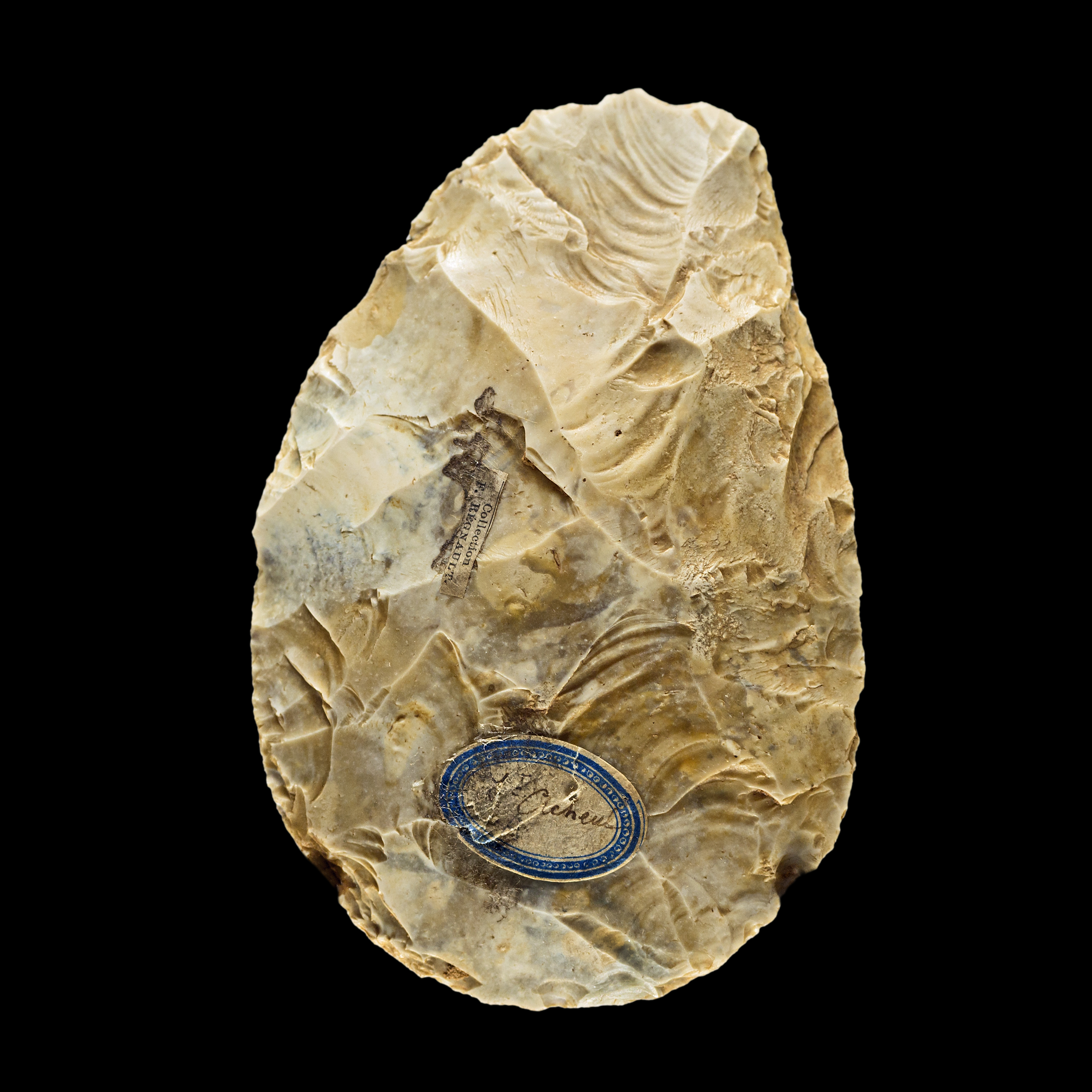
Bifacciale acheuleano (200.000 anni BP) trovato a Saint Acheul (Francia)

In una prima fase, le industrie litiche prodotte da Homo erectus non si differenziano dall'Olduvaiano, in quanto sono caratterizzate dall'associazione di choppers e di schegge. In seguito intervengono importanti innovazioni, che consentono la confezione di forme nuove.
La prima forma innovativa è costituita dai bifacciali. Con questo termine vengono indicati strumenti ottenuti sia da blocchi di materiale grezzo sia da schegge grandi e spesse, elaborati mediante ritocco semplice o scagliato, ad ampi stacchi, in modo da ricavare due facce principali convergenti alle estremità. Ai bifacciali sono associati le asce di pietra, hacheraux, strumenti a tranciante o a fendente, ricavati da grandi schegge spesse mediante un ritocco periferico, di solito ad ampi stacchi, che risparmia un margine tagliente della scheggia (che diventa la parte funzionale dello strumento) e conferisce alla stessa una forma simmetrica.
Bifacciali e asce compaiono dapprima in Africa, nella fase di transizione dall'Olduvaiano all'Acheuleano (Pleistocene inferiore), e in un secondo tempo (Pleistocene medio antico) si diffondono in Europa e nell'Asia sud-occidentale.
Altra fondamentale innovazione tecnologica è la scheggiatura con la tecnica Levallois, che si afferma nel Pleistocene medio recente, attorno a 0,30 Milioni di anni fa. Questa tecnica fu riconosciuta nell'industria proveniente dai depositi fluviali di Levallois-Perret presso Parigi. La scheggiatura levalloisiana è rivolta a ottenere dai nuclei schegge sottili e leggere, con margini taglienti, di forma predeterminata mediante una specifica preparazione dei nuclei. Il nucleo Levallois è caratterizzato da due superfici convesse, delle quali una presenta lungo tutto il perimetro una serie di stacchi di preparazione, coi quali il nucleo è stato messo in forma, mentre l'altra è la superficie di distacco delle schegge. Dopo il distacco della scheggia Levallois, di forma triangolare (“punta Levallois”), laminare (“lama Levallois”) od ovale (“scheggia Levallois”) è necessario, per ottenere altri prodotti Levallois, rimettere nuovamente in forma il nucleo. Accanto a questo procedimento c'è la scheggiatura levalloisiana ricorrente, a stacchi successivi, che consente di ottenere schegge di forma predeterminata, che a loro volta predeterminano le schegge ottenute con gli stacchi successivi.

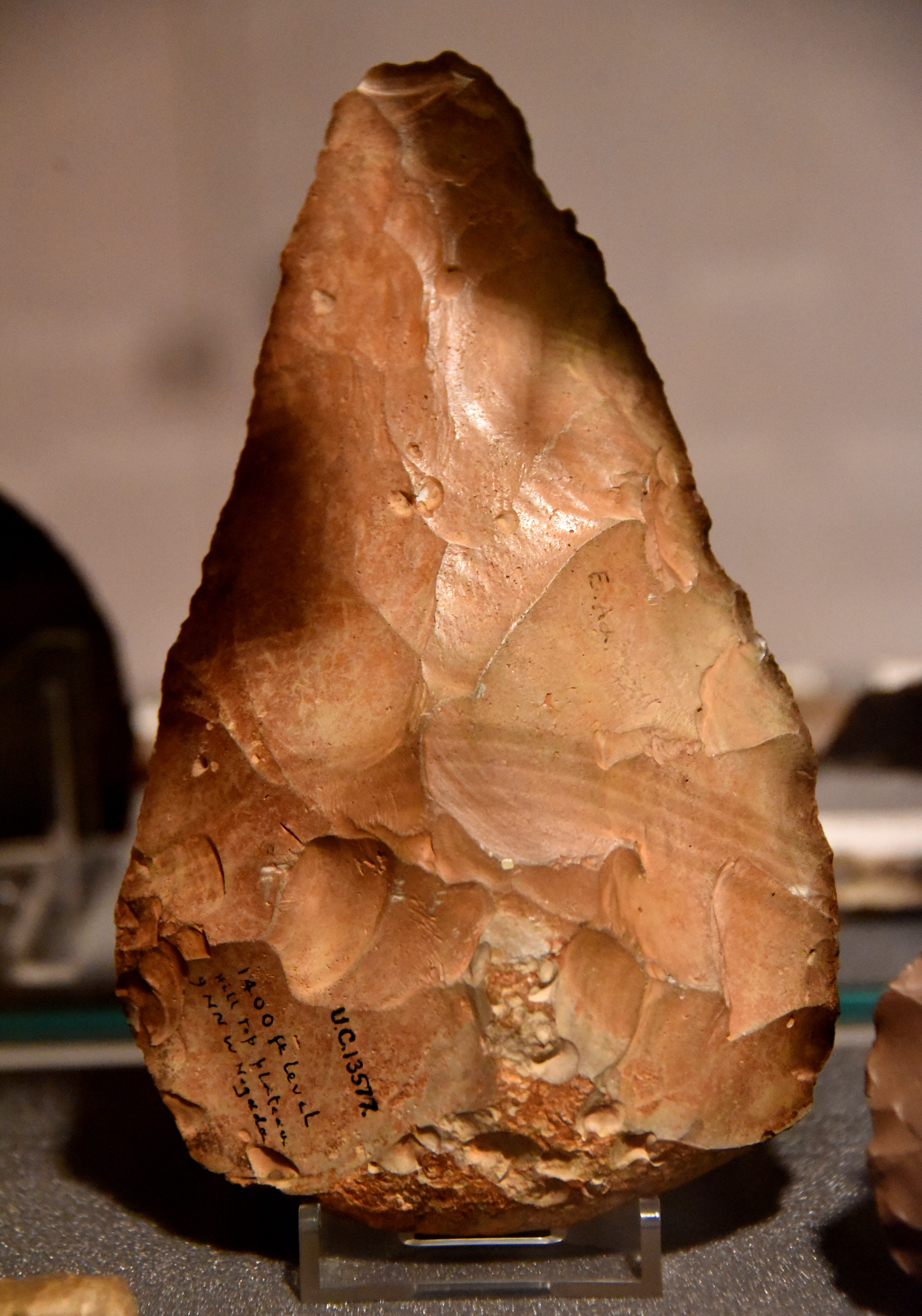
Bifacciale del tipo handaxes proveniente dall'Egitto

Nel definire la tecnica di scheggiatura levalloisiana, Breuil sostenne che la sua adozione, associata a una scarsa modificazione dei prodotti della scheggiatura, caratterizzava il Levalloisiano, un complesso autonomo che si sarebbe sviluppato tra Pleistocene medio recente e Pleistocene superiore. Nel Levalloisiano sarebbero riconoscibili degli stadi evolutivi successivi, in parte attribuiti al Paleolitico inferiore, in parte al Paleolitico medio.
Attorno al 1950-60 questa tesi fu criticata da Bordes, sostenitore della tesi opposta, secondo la quale esiste una tecnica di scheggiatura levalloisiana, adottata nell'Acheuleano recente e nel Musteriano, ma non un complesso levalloisiano autonomo. La discussione investe problemi cronostratigrafici, di omogeneità e di significatività di vari insiemi litici.

## Distribuzione geografica

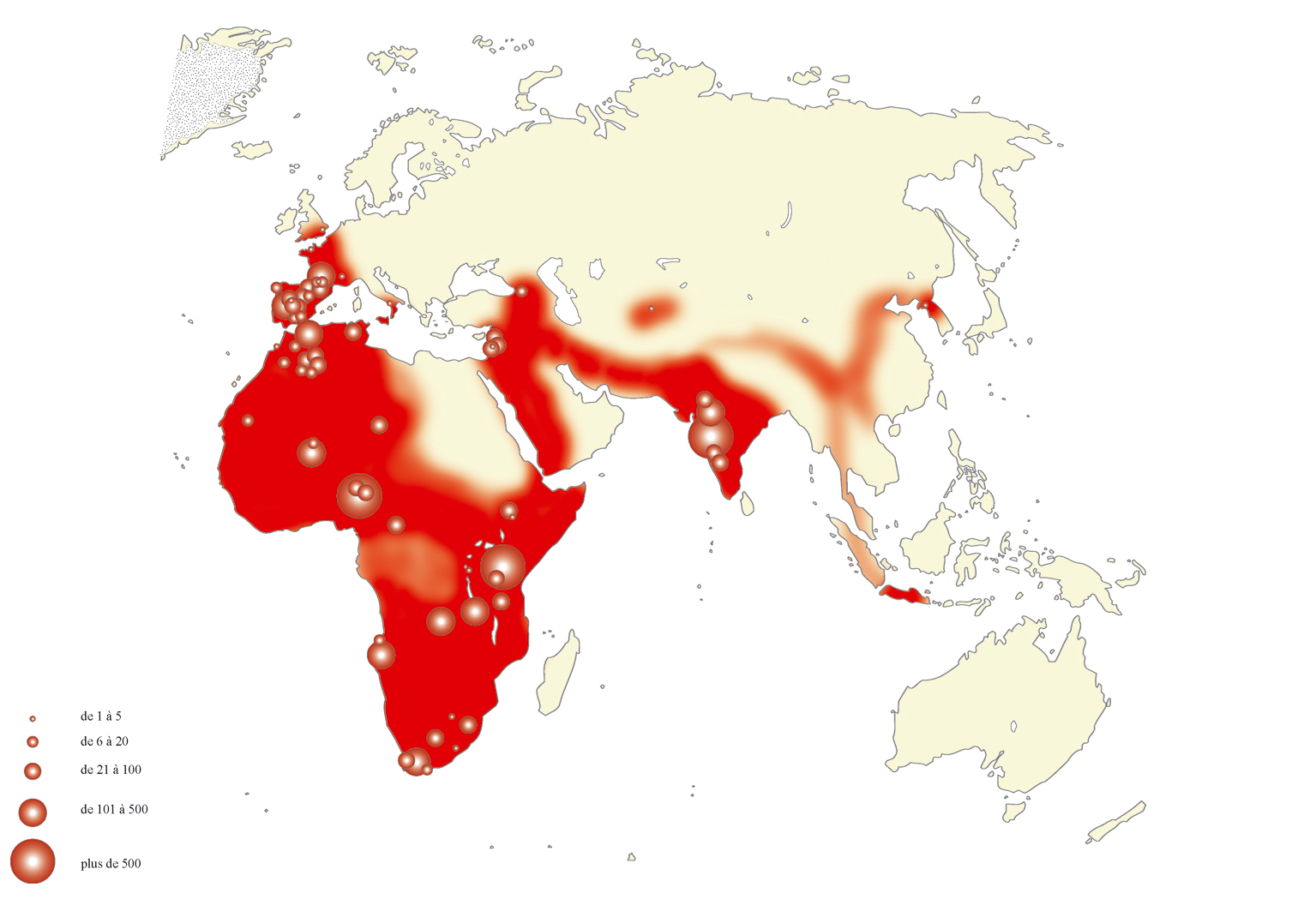
Distribuzione del bifacciale acheuleano del tipo hachereaux

La distribuzione geografica degli strumenti acheuleani – e quindi dei popoli che li realizzarono – viene spesso interpretata come il risultato di fattori paleoclimatici ed ecologici, come la glaciazione e la desertificazione del deserto del Sahara.
Strumenti di pietra acheuleani sono stati trovati in tutto il continente africano, ad eccezione della fitta foresta pluviale intorno al fiume Congo, che si pensa sia stata colonizzata dagli ominidi solo più tardi. Si pensa che l'acheuleano si sia diffuso dall'Africa verso il nord del continente, e quindi ad est fino all'Asia: dall'Anatolia, attraverso la penisola arabica, attraverso l'odierno Iran e Pakistan, fino all'India e oltre. In Europa la sua diffusione passò per il bacino pannonico e le regioni del Mediterraneo occidentale, l'odierna Francia, i Paesi Bassi, la Germania occidentale e la Gran Bretagna meridionale e centrale. Le aree più a nord non videro l'occupazione umana se non molto più tardi, a causa della glaciazione. 

### Africa
Oltre ai reperti acheuleani provenienti dall'Etiopia, risalenti a 1,95 milioni di anni fa, e a quelli ritrovati nella Contea di Turkana datato a circa 1,76 milioni di anni fa, si è soliti citare l'importsante sito archeologico della Gola di Olduvai in Tanzania dove, tra gli altri, sono stati ritrovati reperti litici risalenti a 600.000 anni fa.
Si espanse poi in tutto il continente africano, in numerosi siti tra i quali si possono citare: Olorgesailie, Kilombe, Isenya in Kenya, Melka Kunture, Gadeb (Etiopia), La Kamoa nella Repubblica Democratica del Congo, Kalambo nello Zambia, Tighennif e Tabelbala-Tachenghit in Algeria, e Canteen Kopje in Sudafrica..

### Asia
I complessi del Paleolitico inferiore del Vicino Oriente, ricalcano il modello evolutivo africano.
Nel sito archeologico di Attirampakkam in India, sono stati ritrovati strumenti litici acheuleani risalenti a 1,5 milioni di anni fa, quello di Bhimbetka, inserito nel 2003 nell'elenco dei Patrimoni dell'umanità dell'UNESCO, per le prime tracce di presenza umana in India.
In quello israeliano di Jaljulia, sono state ritrovate centinaia di asce di selce scheggiate associate alla cultura tardo acheuleana, del periodo compreso tra 500 000 e 200 000 anni dal presente . 

### Europa

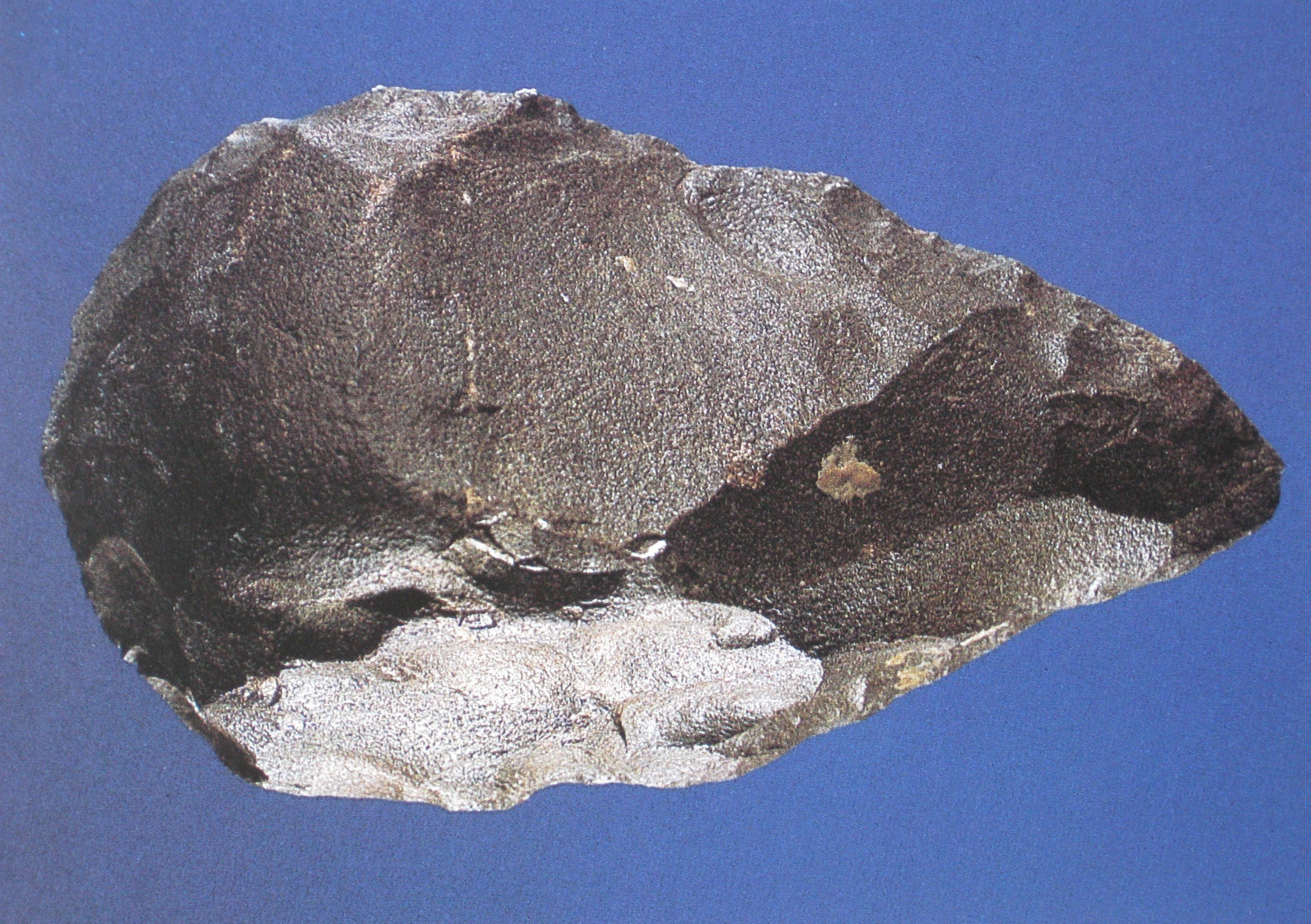
Bifacciale del paleolitico rinvenuta presso Forlì

In Europa l'Acheuleano si sviluppa fino alla fine del Pleistocene medio; parallelamente ad esso compaiono anche complessi privi di bifacciali.
L'Acheuleano antico (di età mindeliana) comprende una facies settentrionale “classica”, nota nel Nord della Francia e in Inghilterra, ricca di bifacciali associati a strumenti su schegge ottenute con la tecnica su incudine, e una facies meridionale nota nella Francia mediterranea, in Spagna e nella penisola italiana. In questa facies l'incidenza dei bifacciali è piuttosto variabile, e sono spesso presenti choppers e hacheraux: tra i siti italiani, Torre in Pietra e Castel di Guido nel Lazio. L'insieme di Castel di Guido, associato a resti di elefante, cavallo, uro, megacero, cervo e orso, si segnala per la presenza di scheggioni d'osso, elaborati mediante ritocchi: tra essi sono presenti anche alcuni bifacciali.
L'Acheuleano recente (di età rissiana) si caratterizza per la presenza di bifacciali più perfezionati, talora relativamente sottili e con margini accuratamente ritoccati; vi sono associati numerosi strumenti su scheggia, ottenuti con la tecnica levalloisiana.
In Francia si cita il sito archeologico di Saint-Acheul di Amiens, che ha dato il nome a questa facies culturale, in Inghilterra quello di Hoxne e di Colchester nell'Essex, in Spagna quello di Barranc de la Boella, e in Italia quello di Notarchirico in Basilicata.